# Селемджа
Селемджа́ — река в Амурской области России, левый приток Зеи.
По реке получила название верхнепалеолитическая селемджинская культура.

## Этимология
Русская форма названия образована от эвенкийского сэлэмдэ, сэлэнгдэ, сэлэмэ — «железо, железная река», «железистая», «опасная селями», где сэлэ — «железо», -нгдэ — словообразовательный суффикс. Происхождение названия подтверждается наличием в долине Селемджи железных рудопроявлений. У эвенков принято давать названия металлам по рекам, в долинах которых они находились.

## Гидрография
Длина — 647 км, площадь бассейна — 68,6 тыс. км². Является крупнейшим по длине и площади бассейна притоком Зеи.
Берёт начало на стыке хребтов Ям-Алинь и Эзоп на высоте 1525 метров. Протекает в северо-западном и юго-западном направлениях, в зоне тайги и хвойно-широколиственных лесов. В верховьях, до посёлка Экимчан, — типично горная река с уклоном 0,06 ‰; ниже (до села Селемджинск) — полугорная, русло извилистое; в низовьях, протекая по северной окраине Зейско-Буреинской равнины, обретает равнинный характер.
Скорость течения на плёсах составляет 1,4-1,6 м/с, на перекатах — до 3 м/с. Ширина русла колеблется от 100 до 600 м. Русловые отложения в основном состоят из гальки.

## Гидрология
Питание преимущественно дождевое. Средний годовой расход воды в устье — 707 м³/с, наибольший (июль) — 10 300 м³/с, наименьший (март) — 5 м³/с, не редки наводнения в летний период. Замерзает в начале ноября, вскрывается в конце апреля—начале мая, толщина льда от 121 до 164 см. Средняя температура воды составляет 18 °C (июль, в низовьях). Во время бурных паводков часты наводнения.
Средняя мутность воды 80 г/м³. Минерализация воды реки небольшая. Вода относится к гидрокарбонатному классу и кальциевой группе.

## Сток
Среднемноголетний расход воды в устье 707 м³/с, объём стока 22,314 км³/год. Вклад водного стока Селемджи составляет около 70 % стока Зеи ниже их слияния. 89,7 % годового водного стока приходится на весенне-летний период; на осенне-зимний — 10,3 %. Наименьший расход воды не более 5 м³/с. Среднемноголетний сток взвешенных наносов — около 1,78 млн т.

## Данные водного реестра
По данным государственного водного реестра России относится к Амурскому бассейновому округу, речной бассейн реки Амур, речной подбассейн реки — Зея, водохозяйственный участок реки — Селемджа.
Код объекта в государственном водном реестре — 20030400312118100033848.

## Хозяйственное значение
Судоходна от села Норск до устья, этот участок протяжённостью 146 км входит в перечень водных путей РФ. В высокую воду возможно прохождение судов до Экимчана (405 км от устья). Навигационный период — 154 дня. У посёлка Февральск реку пересекает Байкало-Амурская магистраль.
В верховьях обнаружены месторождения золота, также имеются запасы каменного угля, железной руды, олова, сурьмы, молибдена, вольфрама, меди, известняка.

## Притоки
Объекты перечислены по порядку от устья к истоку.
- 16 км: Малдакита
- 32 км: Сингуч
- 36 км: Гирбичек
- 48 км: Ульма
- 70 км: Абайканка
- 76 км: Медведка
- 78 км: Мамын
- 90 км: Некля
- 106 км: Уландочка
- 119 км: Большие Будаки
- 124 км: Холодный
- 132 км: Альдикон
- 137 км: Большая Басманка
- 145 км: Малая Басманка
- 148 км: Нора
- 155 км: Червинка
- 181 км: Бурундушка
- 183 км: протока Веселая
- 196 км: Березовый
- 206 км: Бысса
- 227 км: Икинда
- 245 км: река без названия
- 262 км: Уликагут
- 271 км: Сивак
- 287 км: Дягдякан
- 289 км: Чалба
- 297 км: Индукачи
- 298 км: Эльгакан
- 304 км: Малая Эльга
- 304 км: Средняя Конто
- 327 км: Нижняя Стойба
- 331 км: Большая Эльга
- 332 км: Каменушка
- 333 км: Гербикан
- 341 км: Верхняя Стойба
- 363 км: Дигаткан
- 376 км: Ахмата
- 378 км: Козырь
- 381 км: Русиновский
- 389 км: Мода
- 390 км: Тарынах
- 395 км: Ангелокит
- 396 км: Огоджа
- 407 км: Семертак
- 410 км: Мотор
- 412 км: Гербичан
- 421 км: Кера
- 434 км: река без названия
- 435 км: Большой Караурак
- 440 км: Унерикан
- 445 км: Малый Караурак
- 454 км: Брюс
- 457 км: Кенурах
- 470 км: Петрова
- 474 км: Куруйкана
- 482 км: Селиткан
- 486 км: Максин
- 490 км: Перевоз
- 496 км: Харга
- 502 км: река без названия
- 505 км: Малый Неэрген
- 509 км: Большой Неэрген
- 517 км: Селан
- 531 км: Кочегар
- 535 км: Кумусун
- 540 км: Калактах
- 545 км: Салтарай
- 556 км: Карколбо
- 563 км: Куга
- 568 км: Тох-Урак
- 570 км: Борзак
- 576 км: Китэма
- 582 км: Коврижка
- 584 км: Деер
- 589 км: Дюх-Коган
- 597 км: Ненатычаг
- 601 км: Каменка
- 605 км: Баранджа
- 605 км: Дюх-Макит
- 609 км: Бурунда
- 612 км: Кипучая
- 614 км: Сорукан
- 618 км: Харгу-Макит
- 627 км: река без названия